# 13045 Vermandere
13045 Vermandere eller 1990 QP8 är en asteroid i huvudbältet som upptäcktes den 16 augusti 1990 av den belgiske astronomen Eric W. Elst vid La Silla-observatoriet. Den är uppkallad efter artisten Willem Vermandere.